# Themeda
Genre
Classification phylogénétique
Themeda est un genre de Poaceae (Graminées).
Une des espèces les plus connues est, en Australie, Themeda australis appelée communément « herbe à kangourou » car elle entre dans l'alimentation de ces animaux.
Principales autres espèces : Themeda quadrivalvis, Themeda gigantea et Themeda triandra.

## Espèces
- Themeda anathera
- Themeda arguens (L.) Hack.
- Themeda australis (R.Br.) Stapf
- Themeda avanacea
- Themeda ciliata
- Themeda forskalii
- Themeda frondosa
- Themeda gigantea
- Themeda imberbis
- Themeda japonica
- Themeda quadrivalvis (L.) Kuntze
- Themeda triandra Forssk.
- Themeda villosa (Poir.) A.Camus